# Kanton Le Pont-de-Beauvoisin (Savoie)
Kanton Le Pont-de-Beauvoisin is een kanton van het Franse departement Savoie. Kanton Le Pont-de-Beauvoisin maakt deel uit van het arrondissement Chambéry en telt 20.971 inwoners in 2018.

## Gemeenten
Het kanton Le Pont-de-Beauvoisin omvatte tot 2014 de volgende 12 gemeenten:
- Aiguebelette-le-Lac
- Ayn
- Belmont-Tramonet
- La Bridoire
- Domessin
- Dullin
- Lépin-le-Lac
- Nances
- Le Pont-de-Beauvoisin (hoofdplaats)
- Saint-Alban-de-Montbel
- Saint-Béron
- Verel-de-Montbel

Door de herindeling van de kantons bij decreet van 27 februari 2014 met uitwerking op 22 maart 2015, werden daar volgende 15 gemeenten aan toegevoegd, waaronder alle 11 de gemeenten van het opgeheven kanton Les Échelles:
- Attignat-Oncin
- La Bauche
- Corbel
- Les Échelles
- Entremont-le-Vieux
- Montagnole
- Saint-Cassin
- Saint-Christophe
- Saint-Franc
- Saint-Jean-de-Couz
- Saint-Pierre-d'Entremont
- Saint-Pierre-de-Genebroz
- Saint-Sulpice
- Saint-Thibaud-de-Couz
- Vimines